# Listă a numerelor de înmatriculare auto actuale din Germania
Gp ab 1607
| Nr. înmatriculare | Landul cu nr. înmatriculare auto actual |
| ----------------- | --------------------------------------- |
| BWL               | Baden-Württemberg                       |
| MH                |                                         |
| B                 | Berlin                                  |
| BBL               | Brandenburg                             |
| HB                | Bremen                                  |
| HH                | Hamburg                                 |
| HEL               | Hessen                                  |
| MVL               | Mecklenburg-Vorpommern                  |
| NL                | Niedersachsen                           |
| NRW               | Nordrhein-Westfalen                     |
| RPL               | Rheinland-Pfalz                         |
| SAL               | Saarland                                |
| LSN               | Sachsen                                 |
| LSA               | Sachsen-Anhalt                          |
| SH                | Schleswig-Holstein                      |
| THL               | Thüringen                               |